# Материнская спороциста
Матери́нская спороци́ста — паразитическая стадия первого партеногенетического поколения дигенетических сосальщиков (Digenea), развивающаяся из ресничной личинки — мирацидия. У ряда дигенетических сосальщиков (семейства Phylophthalmidae, Cyclocoelida, часть Echinostomatidae и некоторые другие) стадия материнской спороцисты отсутствует: особи второго партеногенетического поколения развиваются в теле мирацидия и инокулируются в ткани хозяина при заражении.

## Строение
При заражении промежуточного хозяина (как правило, брюхоногого моллюска) мирацидий сбрасывает ресничные пластинки: либо непосредственно при проникновении, либо несколько позже — после развития под ресничными пластинками из гребней гиподермы сплошного тегумента. Также после заражения дегенерируют железы, ганглий, глаза и по крайней мере часть сенсилл, развивается паренхима. У многих дигенетических сосальщиков материнские спороцисты сохраняют развитый кожно-мускульный мешок, протонефридии и на протяжении всей жизни способны мигрировать по тканям хозяина; другие значительно изменяются и превращаются в малоподвижный тонкостенный мешок. В исключительных случаях (Microphallidae, Lecitodendriidae) материнские спороцисты полностью утрачивают провизорные органы и развиваются в пронизывающий тело хозяина ветвящийся столон.

## Размножение
Развитие второго партеногенетического поколения (редий либо дочерних спороцист) варьирует у разных представителей. У подвижных материнских спороцист с развитым кожно-мускульным мешком в зародышевой полости в результате партеногенеза образуется, как правило, не более 10 особей следующего поколения, которые одновременно покидают материнский организм, разрушая стенку тела. Репродуктивный потенциал малоподвижных материнских спороцист может быть значительно выше: количество развивающихся в них дочерних партенит может превышать сотню особей.